# Lampedusa
Lampedusa (wł. Isola Di Lampedusa, syc. Isula di Lampidusa, łac. Lopadussa) – włoska wyspa pochodzenia wulkanicznego na Morzu Śródziemnym (leżąca pomiędzy Maltą i Tunezją), największa z Wysp Pelagijskich o powierzchni 20,2 km². Jej długość wynosi 9 km, szerokość 3 km, a długość linii brzegowej wynosi 46,83 km. Wysokość n.p.m. sięga 133 m. Administracyjnie wyspa należy do sycylijskiej gminy Lampedusa e Linosa w prowincji Agrigento.

## Pochodzenie nazwy
Nazwa Lampedusa wywodzi się z greckiej starożytnej nazwy wyspy Λοπαδούσσα lub Λαπαδούσσα (Lopadoússa/Lapadoússa). Uważa się, że nazwa pochodzi od słowa λέπας (lépas), które oznacza „skała”, ze względu na skalisty krajobraz wyspy; to samo słowo było używane przez Greków na określenie pewnego rodzaju ostryg, dlatego wyspa mogła otrzymać nazwę z powodu obfitości tego rodzaju ostryg. Inni uczeni uważają, że nazwa wywodzi się od słowa λαμπάς (lampás), które oznacza „pochodnię”, ponieważ na wyspie umieszczono światła służące żeglarzom.

## Geografia
Geograficznie, wyspa jest częścią kontynentu afrykańskiego, choć politycznie jest częścią Włoch i Europy. Najwyższym punktem wyspy jest Monte Albero del Sole (133 m n.p.m.). Wyspa należy od 2002 do obszaru ochronnego Area Marina Protetta „Isole pelagie” . W jej pobliżu, na wysepce Isola dei Conigli (Wyspa Królicza), składają jaja żółwie morskie karetta (Caretta caretta). W pęknięciach skał i na wydmach rosną niewielkie stapelie (Caralluma europaea) oraz kwitnące na żółto-fioletowo astry (Reichardia tingitana).

## Historia
W starożytności wyspa była miejscem postoju i bazą morską dla Fenicjan, Greków, Rzymian i Berberów. Rzymianie założyli tu wytwórnię cenionego sosu rybnego zwanego garum. W 813 została zdobyta przez Saracenów. W 1553 piraci berberyjscy z Afryki Północnej najechali wyspę i uprowadzili do niewoli 1000 mieszkańców.
W czerwcu 1943, w czasie II wojny światowej, przed inwazją aliantów na Sycylię, wyspę zabezpieczono bez napotkania oporu w czasie operacji Corkscrew siłami niszczyciela HMS „Lookout” i 95 żołnierzy z 2 batalionu Coldstream Guards.
15 kwietnia 1986 Libia wystrzeliła dwa pociski Scud w kierunku stacji nawigacyjnej LORAN-C bazy United States Coast Guard znajdującej się na wyspie w odpowiedzi na amerykańskie bombardowania Trypolisu i Bengazi. Pociski minęły wyspę i wylądowały w morzu nie wyrządzając żadnych zniszczeń.

## Populacja
Populacja wyspy to ok. 6,3 tys. mieszkańców. Większość ludności zamieszkuje miasteczko we wschodniej części wyspy. W miasteczku znajduje się mały port i lotnisko. W zachodniej części wyspy znajduje się stacja nadawcza systemu nawigacyjnego LORAN-C o mocy 325 kW, z masztem wysokości 190,5 m.

## Gospodarka
Na wyspie znajduje się 30 zakładów przetwórstwa rybnego. Wokół wyspy poławia się tuńczyki, sardynki i sardele. W południowej części wyspy znajduje się port, wioska i lotnisko.

## Imigranci

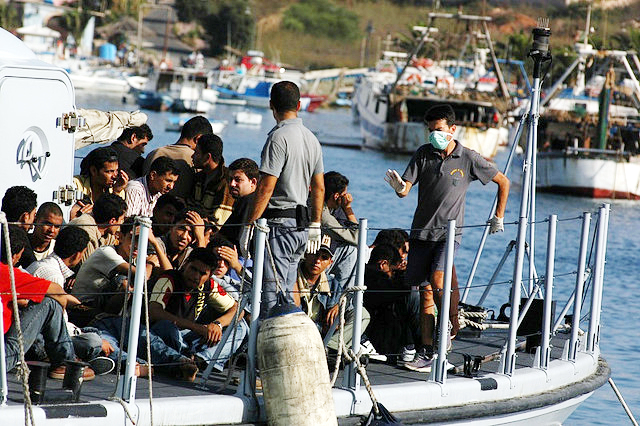
Imigranci przybyli na wyspę w sierpniu 2007

Wyspa leży na szlaku morskim, przez który do Europy docierają nielegalni imigranci z Afryki. 8 lipca 2013 papież Franciszek w swojej pierwszej podróży zagranicznej przybył na wyspę i oddał hołd imigrantom, którzy utonęli w okolicach Lampedusy.
We wrześniu 2023 w ciągu trzech dni na wyspę przybyło około 10 tysięcy imigrantów (czyli więcej niż jest jej mieszkańców). Przypłynęli oni, najczęściej z Tunezji, małymi drewnianymi łódkami. Spowodowało to kryzys migracyjny. W próbę jego rozwiązania Włochy zaangażowały Unię Europejską. Premier Giorgia Meloni przybyła na wyspę wraz z szefową Komisji Europejskiej Ursulą von der Leyen. Według Meloni rozmowy o przydzieleniu konkretnych liczb migrantów państwom członkowskim UE nie rozwiążą problemu, potrzebna jest blokada morska.